# Csercser Natália
Benedekné Csercser Natália (Kassa, 1827. augusztus 25. – Pest, 1869. április 16.) énekes-színésznő. Benedek József színész felesége, Benedek Gyula és Benedek Lajos színészek édesanyja.

## Pályafutása
1838-ban debütált és hamar nagy népszerűségre tett szert. 1847-től a Dunántúlon játszott, majd 1848-ban lépett fel először a Nemzeti Színházban, ahol 1851-ig működött mint színész- és énekesnő. Több neves társulat tagja volt, többek között Latabár Endrénél, Szabó Józsefnél és Reszler Istvánnál szerepelt, megfordult Győrben, Szegeden, Aradon, Kassán, Nagyváradon és Debrecenben is. 1853-ban kötött házasságot Benedek József színésszel. 1855-ben Szabadkán láthatta a közönség. Az egyik tudósító ekképpen méltatta: 
Csercser Natáliát mint vaudeville-énekesnőt tanultuk ismerni s megvalljuk, azonkívül minden egyéb darabokban is érzékenyen s oly természetességgel játszik, hogy őt is nyereségnek tartjuk. Nem túloz semmiben s élénk elevenséggel adja vissza legkisebb szerepét is.
 Fennmaradt egy vígjátéka is, amit németből fordított. Elhunyt 1869. április 16-án reggeli 8 órakor, gyászjelentése szerint életének 40., házasságának 14. évében. Örök nyugalomra helyezték 1869. április 17-én délután a Kerepesi úti temetőben a római katolikus hitvallás szertartása szerint.

## Fontosabb szerepei
- Csillagné (Szigligeti Ede: Egy szekrény rejtelme);
- Mariska (Szigligeti Ede: Liliomfi);
- Lenke (Szigligeti Ede: Két pisztoly);
- Piroska (Szigeti J.: Szép juhász);
- Irén (Czakó Zs.: Leona);
- Georges (Beecher–Stowe–Benedek: Tamás bátya kunyhója);
- Léon (Saint–Georges–Lopez: Choissy kisasszony);
- Smike (Dinaux–Goubaux–Lemoine: Az árva fiú és a londoni koldusok).